# Chignahuapan
Chignahuapan es una ciudad mexicana ubicada en el municipio homónimo en el norte del estado de Puebla, cabecera de dicho municipio.  

## Toponimia
Del náhuatl que se divide en "chicnahui", que significa «nueve»; "atl", que significa «agua»; y el sufijo "pan", que significa «sobre» o «en». En conjunto se interpreta como "sobre los nueve ojos de agua" o "en las nueve aguas".

## Geografía
El municipio de Chignahuapan, está localizado en la parte norte del estado de Puebla. Se considera parte de la región conocida como Sierra Norte de Puebla. Colinda al norte con Zacatlán, al sur con el estado de Tlaxcala y con el municipio de Ixtacamaxtitlán, al oriente con el municipio de Aquixtla y al poniente con el estado de Hidalgo. La cabecera municipal es Chignahuapan, localizada a una distancia de 98 kilómetros de la capital del estado.
La extensión territorial de este municipio es de 591,92 kilómetros cuadrados, lo que lo convierte en el tercer municipio más extenso del estado de Puebla.
La topografía del municipio se caracteriza por ser montañosa, al formar parte de la Sierra Norte de Puebla, la cual, a su vez forma parte de la Sierra Madre Oriental. Esta sierra está conformada por cadenas de montañas comprimidas que resultan en una serie de altiplanicies escalonada. Existe además un valle intermontañoso forjado por el Río Ajajalpan y el Río Chignahuapan sobre el cual se encuentra ubicada la cabecera municipal. La altitud del municipio oscila entre los 3400 y los 2200 metros sobre el nivel del mar. La altitud de la cabecera municipal es de 2290 m.
A través del municipio corren varios ríos y arroyos entre los que se pueden mencionar el Ajajalpan, el Chignahuapan, la Magdalena, el San Pedro, Arroyo Hondo y Río Blanco. Además existen algunas corrientes intermitentes que se originan en las montañas y que desembocan en los ríos mencionados anteriormente. En este municipio se encuentra también la laguna de Ajolotla, cerca del poblado del mismo nombre.
Las regiones montañosas están pobladas por bosques de coníferas, principalmente pino, encino y oyamel. Estas especies forestales convierten a Chignahuapan en uno de los principales proveedores de madera del estado de Puebla.

## Historia
En épocas prehispánicas, la región ocupada por el actual municipio de Chignahuapan fue habitada por pueblos totonacas desde aproximadamente el siglo VII d. C., llegando a ejercer control sobre la región hasta el siglo X. Sin embargo, durante este periodo existió una convivencia entre pueblos totonacas, nahuas, otomíes y tepehuas.
Durante la conquista de México, Hernán Cortés otorgó permiso al jefe chichimeca Chichimecuatehuipil para asentarse en la región. Este fundó la población de Tetehuitic, «monte de pirámides», como sitio de rendición de culto al dios Mixcóatl. Más adelante, en 1527 es fundada la población de Santiago Chiquinahuitle, «nueve ojos de agua». Poco después llegaron misioneros franciscanos y establecieron este lugar como centro de doctrina y evangelización. En 1874 la población recibió el nombre de Villa de Chignahuapan.
Esta población prehispánica fue dada en encomienda a Antonio de Carvajal, herencia que se continuó hasta su nieto en 1604. La encomienda tenía como cabecera a Zacatlán.
Antes de 1777 se fundó la doctrina secular de Santiago Chignahuapan.
El 27 de mayo de 1837 Chignahuapan fue elegida como municipalidad del Partido de Zacatlán, y se constituye como villa el 7 de octubre de 1840.
Chignahuapan se ha considerado un pueblo mágico que tiene leyendas en su pasado. Una de las más conocidas es aquella mención que hacia Fray Bernardino de Sahagùn por su hidrografía en Historia general de las cosas de Nueva España, donde menciona “un río del infierno que se nombra Chiconahuapan”. Por otro lado Alfonso Caso refiere que una prueba para entrar al inframundo era atravesar con un perro sagrado el “río Chiconahupan”.

## Población
De acuerdo con los datos obtenidos a partir del segundo conteo de Población y Vivienda del Instituto Nacional de Estadística y Geografía, el municipio cuenta con una población de 51 516 habitantes. La densidad de población es de 87,03 habitantes por kilómetro cuadrado.  La cabecera municipal cuenta con una población de 16 867 habitantes. El resto de la población está localizada en otras localidades y en comunidades rurales. Entre las localidades más importantes destacan El Paredón, con 2088 habitantes; Acoculco, con 1588 habitantes; Villa Cuauhtémoc, con 1120 habitantes y San Antonio Matlahuacales, con 1066 habitantes.

## Economía
La actividad económica de Chignahuapan está basada principalmente en las actividades agropecuarias. Destaca principalmente el cultivo del maíz, haba, avena y trigo, la crianza de ganado bovino, porcino y caprino, la avicultura, la pesca de carpas y cangrejos en la laguna de Ajolotla, la crianza de truchas, así como la apicultura. Por otro lado, la silvicultura es la actividad primaria más destacada del municipio, siendo este último uno de los más importantes productores de madera del estado. El sector Forestal es muy importante ya que genera diversas fuentes de empleo en la región.
El municipio posee 2550 hectáreas de superficie cultivada, de las cuales 40 hectáreas están especialmente dedicadas al cultivo de avena forrajera.

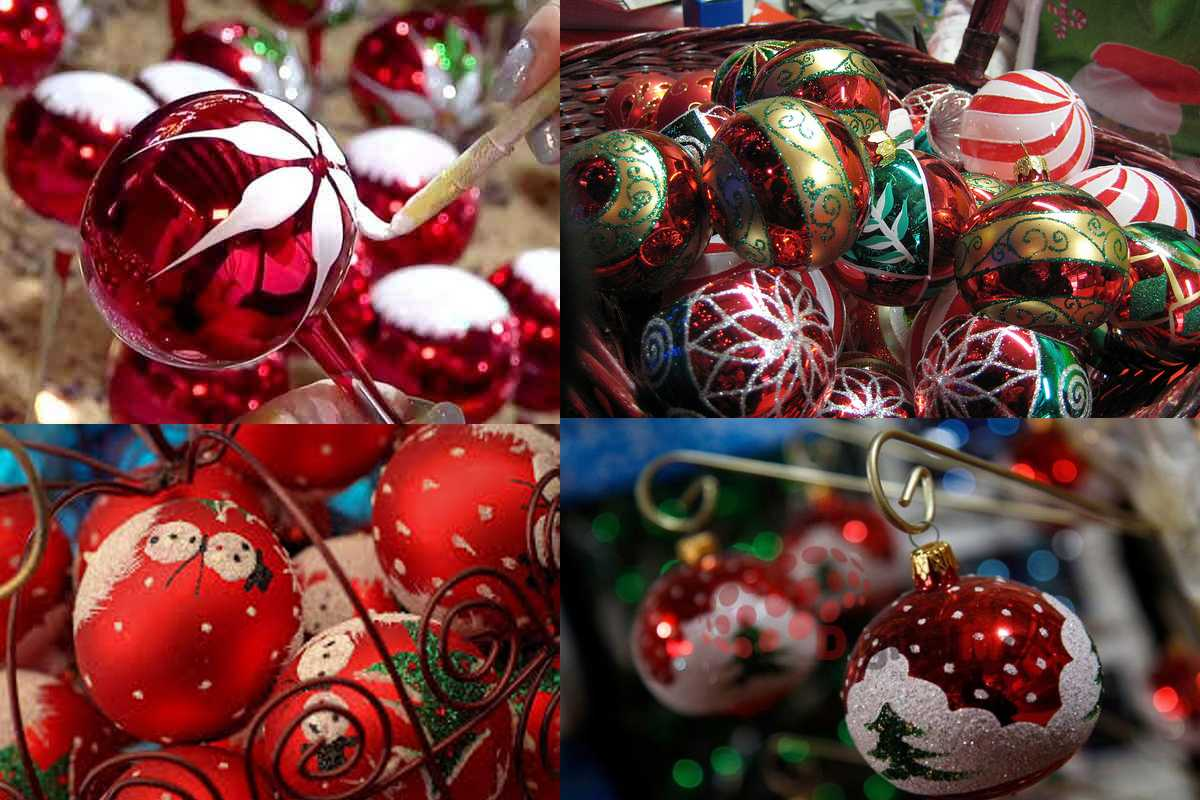
Esferas del municipio

### Esferas de Navidad
La industria más destacada del municipio es la producción de esferas de Navidad, fabricadas a partir de vidrio soplado. En Chignahuapan existen más de 200 talleres donde se producen estos adornos, en los cuales se llegan a producir más de 70 millones de esferas anualmente. Chignahuapan es conocido a nivel nacional por esta actividad. Cada año, en la semana alrededor del 2 de noviembre, se celebra en este municipio la Feria Nacional del Árbol y la Esfera de Navidad. Las esferas producidas en Chignahuapan son distribuidas a gran parte de los estados de México y Europa en especial la Ciudad del Vaticano.

## Sitios de interés

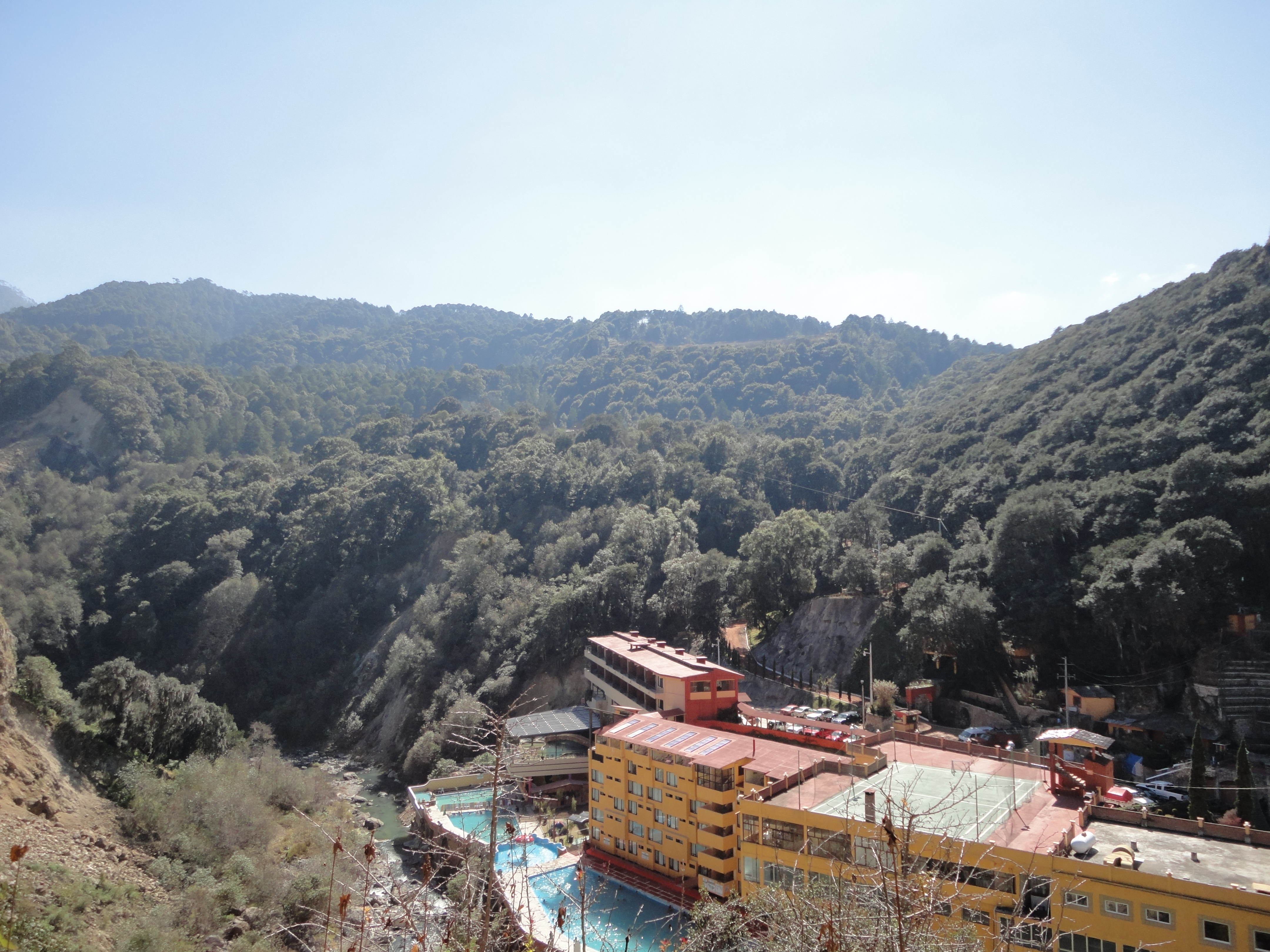
Vista del Balneario de Aguas Termales

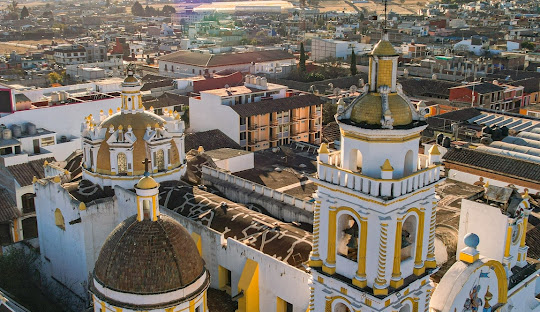
Vista de la Parroquia de Santiago Apóstol

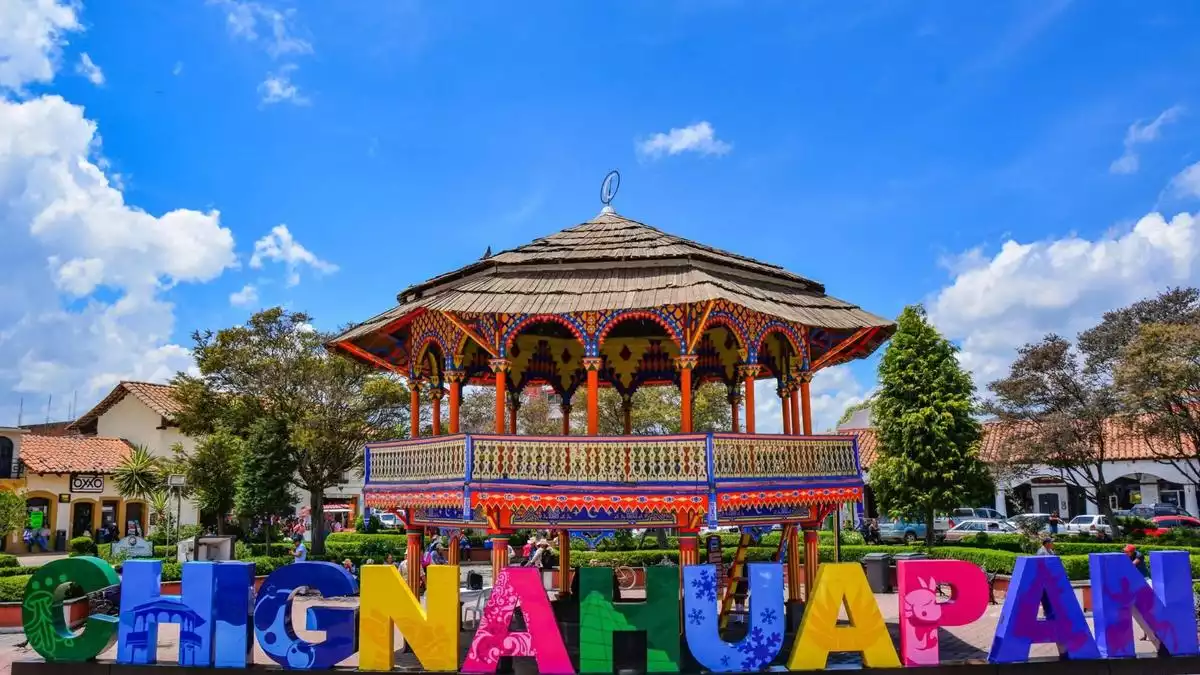
Kiosco Plaza de Armas

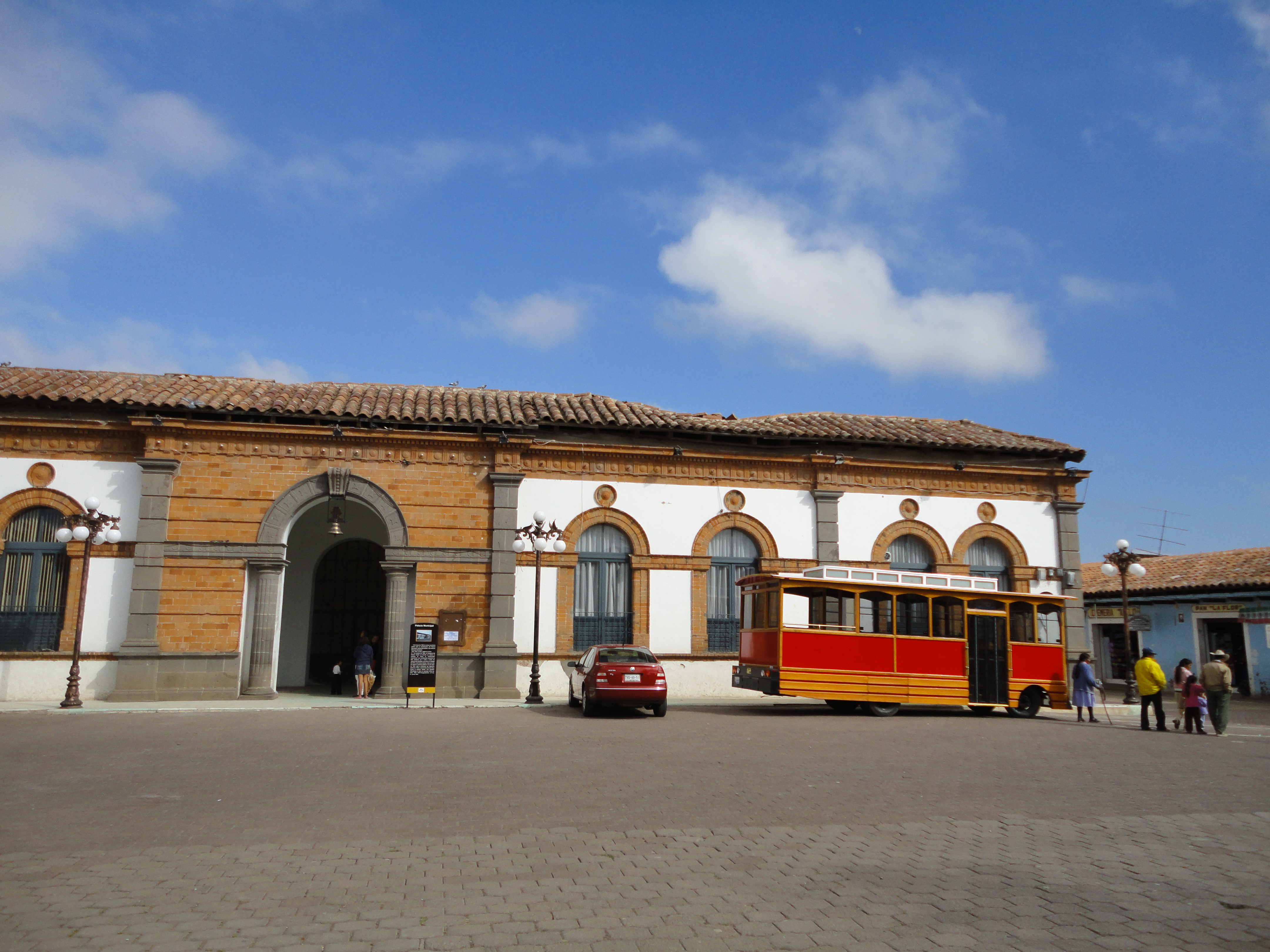
Fachada del Palacio Municipal

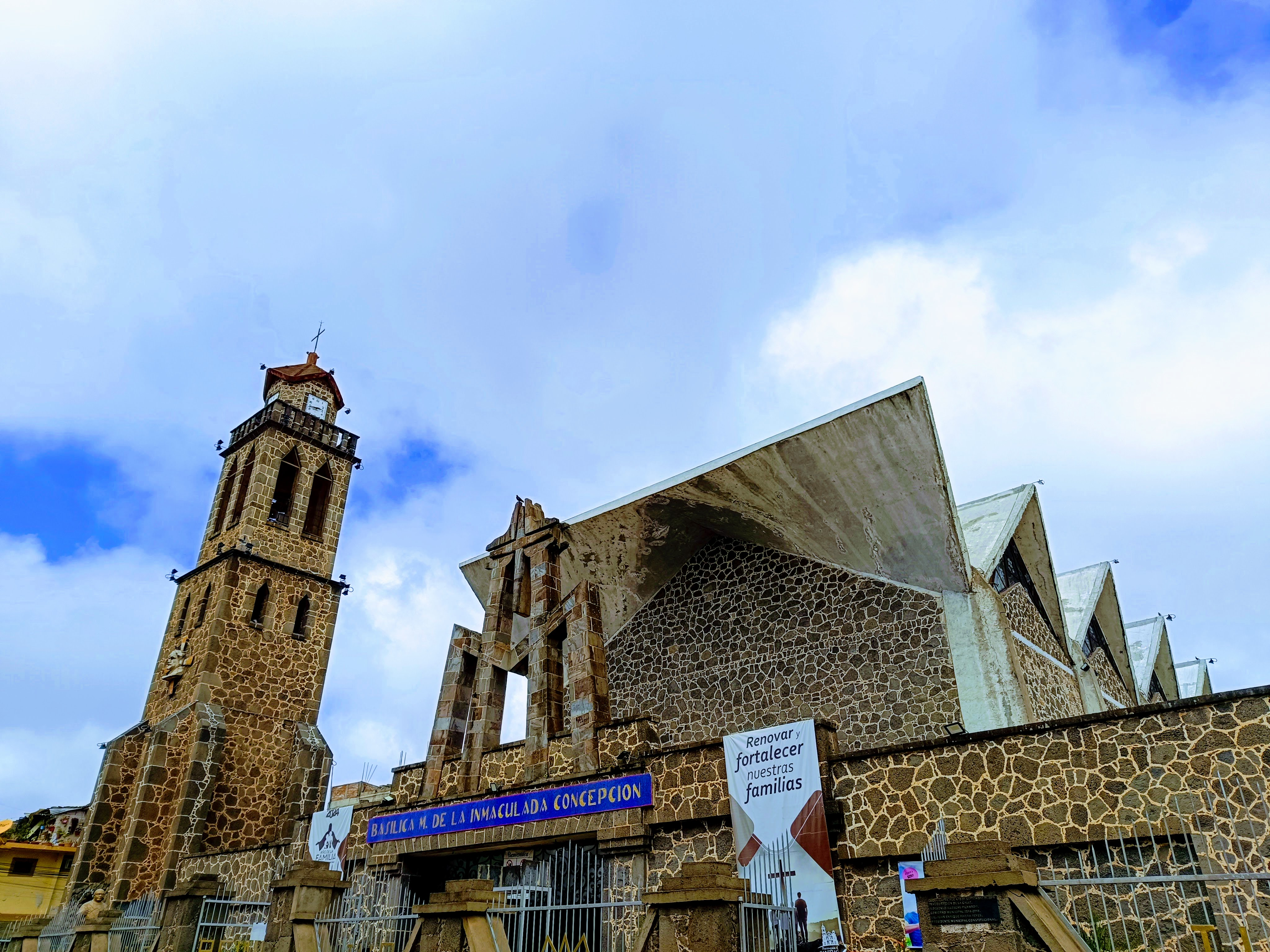
Fachada de la Basílica de la Inmaculada Concepción

Chignahuapan cuenta con varios atractivos turísticos, entre los que se pueden mencionar la Iglesia de Santiago Apóstol del siglo XVI y la Iglesia de la Inmaculada Concepción. Además existe un salto de agua de 200 metros conocido como el Salto de Quetzalapan, así como la presa de Cuautelolulco y los ojos de agua que dan nombre a este municipio. También existen balnearios de aguas termales.
- Plaza del Armadillo Zona Centro. Uno de los espacios clásicos de reunión de los habitantes de la ciudad. La plaza exhibe en su centro un pintoresco kiosco pintado de vivos colores siguiendo una clara tendencia decorativa mudéjar. La estructura fue levantada a principios del siglo XX con maderas dobles y ostenta orgulloso el título de ser el único kiosco de todo México construido en madera, y el único, además, que acoge una fuente bajo su techado.
- Santuario de la Inmaculada Concepción. Muestra una arquitectura contemporánea y elegante, aunque su principal atractivo radica en su interior, donde existe una escultura monumental de la Virgen María. La imagen, tallada en madera de cedro, es una de las obras maestras del escultor poblano José Luis Silvia, y sus más de 12 metros de altura la convierten en una de las tallas más grandes bajo techo de toda Latinoamérica. La talla fue inaugurada junto al tempo el 12 de mayo de 1972, siendo párroco Ildefonso Illescas. Destaca, además, un hermoso vitral policromo que representa la Anunciación de María. Situado justo en la entrada de la iglesia, parece dar la bienvenida a los fieles con su fiesta de colores, sobre todo cuando los rayos del sol atraviesan los cristales.
- Parroquia de Santiago Apóstol. Situada en pleno centro, la Iglesia de Santiago Apóstol resulta un interesante ejemplo de la arquitectura franciscana del siglo XVI. Por fortuna aún se mantienen vivos los colores originales de sus muros, creando un edificio policromo en consonancia con la luminosidad y color del cercano kiosco de la Plaza de Armas. La fachada fue construida en argamasa en el siglo XVIII por artistas indígenas, que dieron rienda suelta a su imaginación en esta peculiar creación. Destaca la torre lateral, que luce en lo alto del primer reloj producido por la fábrica El Centenario, de Zacatlán. En el interior del templo hay varios retablos y un altorrelieve de Santiago Apóstol montado sobre su caballo.
- Iglesia del Honguito. Barrio de Ixtlahuaca. A pesar de sus reducidas dimensiones, es una de las más peculiares del estado, no solo por su estructura o por sus ornamentos decorativos, sino porque guarda en su interior un tesoro sin parangón: un minúsculo hongo natural petrificado en cuya superficie los fieles aseguran ver diversas imágenes religiosas, destacando la de Cristo crucificado (para verlo hay que utilizar unos lentes de aumento). El hongo fue encontrado en 1880 por un campesino y el hallazgo fue considerado un milagro, de forma que se decidió levantar una iglesia en ese preciso lugar para venerar la inusual reliquia. La iglesia del Honguito fue oficialmente bautizada con el nombre del Señor de la Salud en principio, y de Nuestra Señora del Sagrado Corazón de Jesús después.
- Capilla de la Villita. Carretera Chignahuapan-Tlaxco, kilómetro 11, a 13 kilómetros de San Antonio Matlahuacales. Pequeño templo de planta de cruz latina y cubierto de bóveda de cañón que alberga en su interior una peculiar pieza: el tronco de un pino en el que milagrosamente se formó la imagen de la Virgen de Guadalupe. La imagen despierta el fervor de los lugareños, ya que según cuentan, atiende las súplicas y peticiones de los devotos que le rezan.
- Baños Termales. Barrio de Tenextla. Dentro de Chignahuapan hay diversos manantiales de aguas termales cuyas propiedades medicinales son reconocidas en todo el estado. Los baños termales de Tenextla se ubican en un rincón rodeado de vegetación y emanan de un manantial a una temperatura inicial de 51 °C, que después llega a las piscinas a una temperatura entre 25 °C y 38 °C. La zona está perfectamente acondicionada para disfrutar de las aguas con comodidad y acceso a los más diversos servicios, además de un hotel y un balneario.
- Laguna de Chignahuapan. Los alrededores de la cabecera municipal se distinguen por una vegetación frondosa y exuberante gracias a la abundancia de acuíferos. La laguna de Chignahuapan, también conocida como laguna Almoloya, es un gran acuífero formado por nueve apacibles ojos de agua, donde está permitido pescar, pasear en lancha e incluso darse un chapuzón. Un lugar ideal para pasar un día agradable en contacto con la naturaleza y a escasos cinco minutos de distancia de la ciudad.
- Salto de Quetzalapa. Avanzando 8 kilómetros desde el centro urbano en dirección noreste, se alcana una zona boscosa y abrupta. Aquí se encuentra una de las cascadas más altas del estado, con aproximadamente 200 metros.  La contemplación del agua cayendo al vacío en todo su esplendor es una experiencia única, un místico vínculo de unión entre el hombre y las fuerzas de la naturaleza, mientras que las paredes de roca por las que se precipita el agua, son uno de los objetivos más buscados por los aficionados al rápel extremo.
- Destinos de pesca. La presa de Cuautelolulco es otro interesante acuífero localizado aproximadamente a 12 kilómetros de la cabecera municipal. En sus aguas puede practicarse la pesca deportiva, principalmente de trucha. Otro dique, de dimensiones aun mayores, conocido como la presa de Ajolotla, tiene la peculiaridad de alimentase únicamente con el agua de lluvia. Sus aguas, ricas en trucha y carpa, no solo atraen a los amantes de la pesca de diversas zonas del estado, sino también a aquellos que quieren deleitarse con largas caminatas por las praderas aledañas.
- "Presa de Cuautelolulco: La presa de Cuautelolulco es otro interesante acuífero localizado aproximadamente a 12 kilómetros de la cabecera municipal. Con el aspecto de un lago canadiense donde se puede practicar la pesca.
- "Museo-Acuario Casa del Axolote: Un espacio dedicado a preservar y cultivar la cultura de conservación y ecología, que cuenta con una sala de exhibición del axolote, o axólotl.

## Relaciones Internacionales

### Hermanamientos
La ciudad de Chignahuapan  tiene Hermanamientos con 10 ciudades alrededor del mundo
- Calpulalpan,  México (2015)[12][13]
- Zacatlán, México (2021)[14]
- Isla Mujeres, México (2022)[15][16]
- Bacalar, México (2022)[15][16]
- Taxco, México (2022)[15][16]
- Rayón, México (2022)[15][16]
- Roseville, Estados Unidos[17]

### Convenios
- Alcaldía Gustavo A.  Madero, México (2018)[18]
- Acolman, México (2022)[19]
- Xochimilco, México (2019)[20]
- Tepeaca, México (2022)[21][22]